# 다테노우치촌
다테노우치촌(舘ノ内村)은 후쿠시마현 기타아이즈군에 있던 촌이다.

## 역사
- 1889년 4월 1일  - 정촌제 시행에 의해 5촌의 구역으로 성립하였다.
- 1953년 4월 1일 - 아라이촌과 합병해 아라타테촌이 성립하여. 동일 다테노우치촌이 폐지되었다.
- 1956년 5월 1일 - 아라타테촌이 가와나미촌과 합병해 기타아이즈촌이 성립하였다.
- 2004년 11월 1일 - 기타아이즈촌이 아이즈와카마쓰시에 편입되었다.

## 참고문헌
- 角川日本地名大辞典 7 福島県